# Li Auto One
La Li Auto One (in cinese: 理想 ONE), chiamata anche Li Xiang One, è la prima autovettura prodotta dalla casa automobilistica cinese Li Auto dal 2019 al 2022, venendo sostituita dalla Li Auto L8

## Descrizione

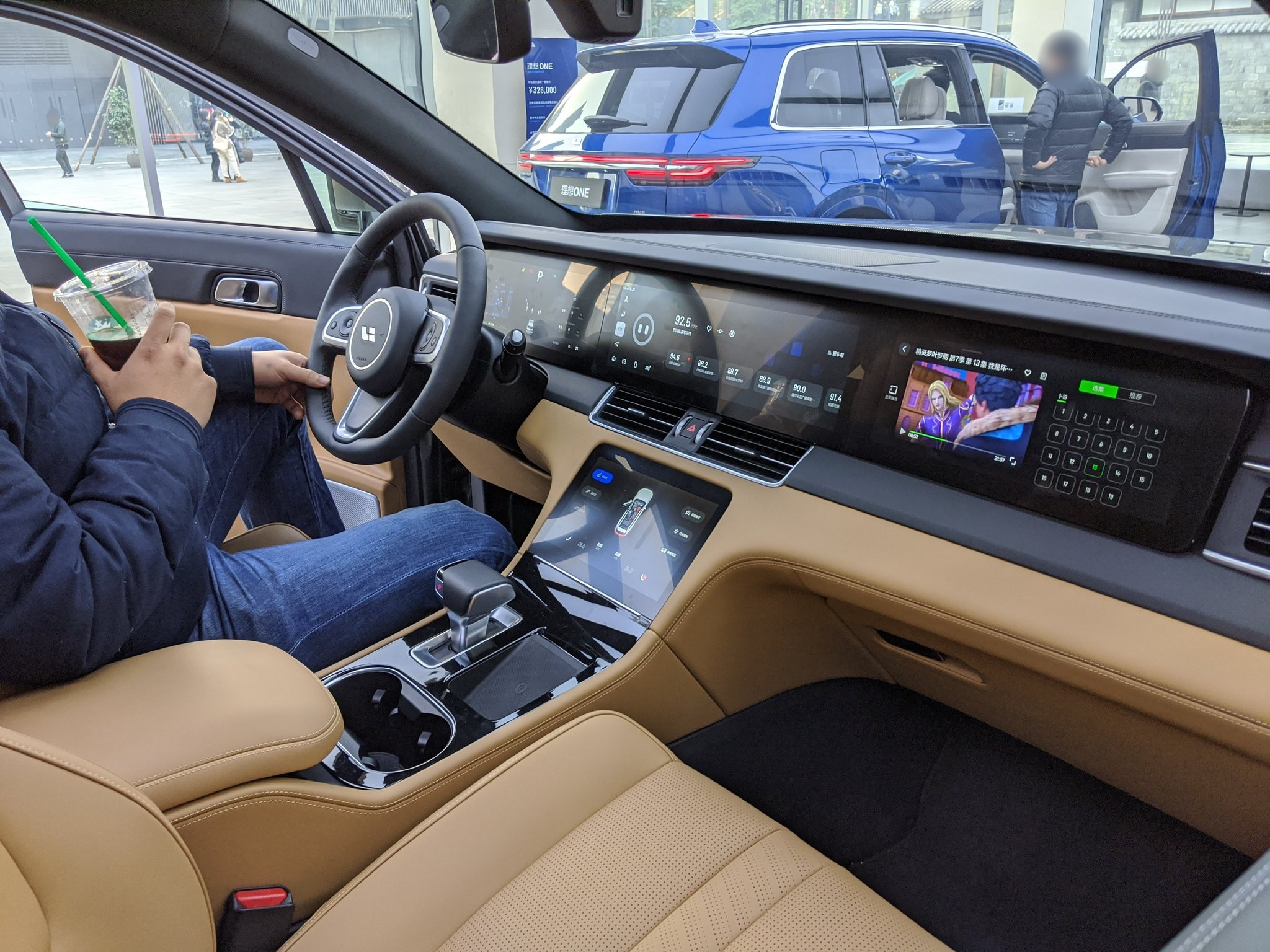
Interni

La One è un crossover SUV di grandi dimensioni, primo veicolo realizzato della casa automobilistica. La One è stata presentata nell'aprile 2019 al Salone dell'Auto di Shanghai, entrando in produzione a Changzhou a novembre 2019. I primi esemplari sono stati consegnati in Cina all'inizio del 2020.
La vettura è alimentata da un sistema ibrido plugin  (PHEV), costituito da due motori elettrici: un motore da 100 kW (130 CV) nella parte anteriore e uno da 140 kW (190 CV) nella parte posteriore. È inoltre presente un motore a benzina a 3 cilindri turbocompresso da 1,2 litri montato sotto il cofano anteriore, che funge da "range extender" per i motori elettrici, ovvero non aziona mai direttamente le ruote, ma assolve unicamente alla funzione di generatore ricaricando le batterie quando si scaricano.
La potenza totale è di 240 kW (320 CV) e 530 Nm, con un'autonomia dichiarata secondo il ciclo di omologazione NEDC di 700 km. 
La ricarica della batteria da una colonnina di ricarica con un caricabatterie rapido richiede circa 40 minuti. Una ricarica completa a 200 V richiede 6 ore. La capacità della batteria è di 40,6 kWh, di cui solo 37,2 kWh sono realmente utilizzabili.
L'interno dispone di sei o sette posti su tre file a seconda della versione o allestimento. Sulla plancia ci quattro display posti orizzontalmente in modo contiguo, dotati di sistema di infotainment con Android Auto ed alimentato da un processore Qualcomm Snapdragon 820A.